# Caseya coxalis
Caseya coxalis är en mångfotingart som beskrevs av Loomis 1966. Caseya coxalis ingår i släktet Caseya och familjen Caseyidae. Inga underarter finns listade i Catalogue of Life.